# Praon stagona
Praon stagona är en stekelart som beskrevs av Hajimu Takada och Rishi 1980. Praon stagona ingår i släktet Praon och familjen bracksteklar. Inga underarter finns listade i Catalogue of Life.